# Musgum-huis

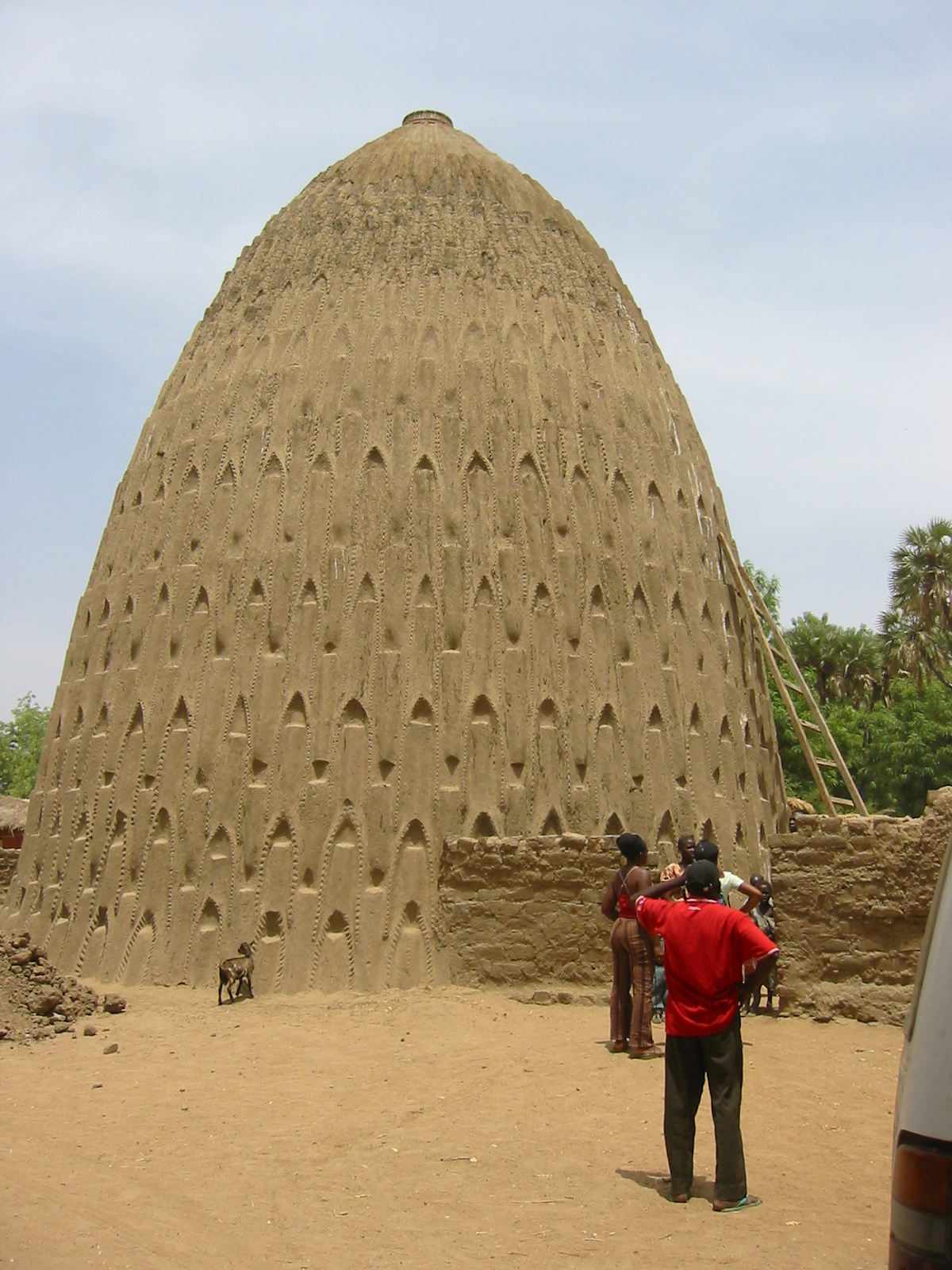

Musgum-huizen, ook wel cases obus, "naar de vorm van een granaat", zijn paraboolvormige huizen in het noorden van Kameroen die worden aangetroffen bij de stad Pouss in de Maga, onderdeel van Mayo-Danay. De bouwwijze vertegenwoordigt een historisch belangrijke architectuurstijl in Kameroen.

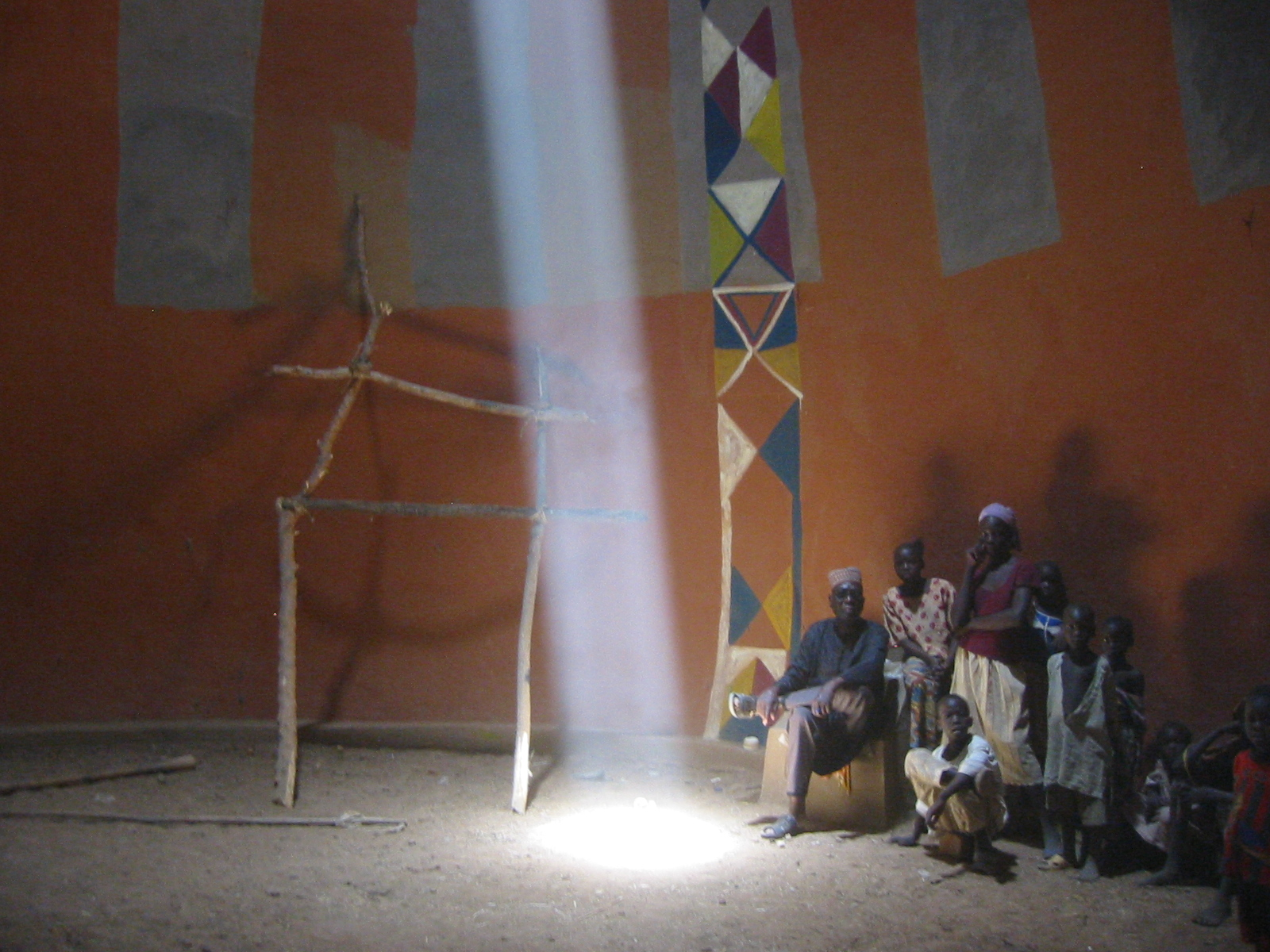

De woningen worden gebouwd door het volk van de Musgum. Het zijn voorbeelden van aarden bouwwerken. Ze zijn opgetrokken uit klei vermengd met stro en kunnen tot 9 meter hoog zijn. De vorm kan enigszins variëren. De buitenzijde wordt voorzien van V-vormige ornamenten die de afvoer van regenwater geleiden, en treden om de hoge delen van het gebouw te onderhouden. De koepel is voorzien van een centraal rookgat waardoorheen ook licht binnenkomt; bij regen kan het worden afgesloten met een luik of een aarden pot.
Door de bouwvorm van een omgekeerde hangende ketting kan een groot gewicht gedragen worden bij een spaarzaam gebruik van bouwmateriaal. De woningen behoren vanwege hun vorm tot het type bijenkorfwoning.

## Traditionele bouwwijze
De huizen van de Musgum bestaan uit door de zon gedroogde, gecomprimeerde grond. Aarde wordt nog steeds gebruikt als bouwmateriaal vanwege de geringe kosten. Vergeleken met cementbouw (cementproductie gaat gepaard met aanzienlijke emissie) is dit een duurzame manier van bouwen. De klei wordt aangebracht op een onderlaag van gevlochten riet. Ter versteviging worden houtsnippers, stro en mest toegevoegd. Het ontwerp van een huis met deze materialen zorgt voor koelte in het interieur. De ingang is een enkelvoudige deur, die een sleutelvorm kan hebben. Vaak staan er meer huizen in een complex met een centraal gelegen binnenplaats, het geheel omringd door een muur van riet.